# Sanaga

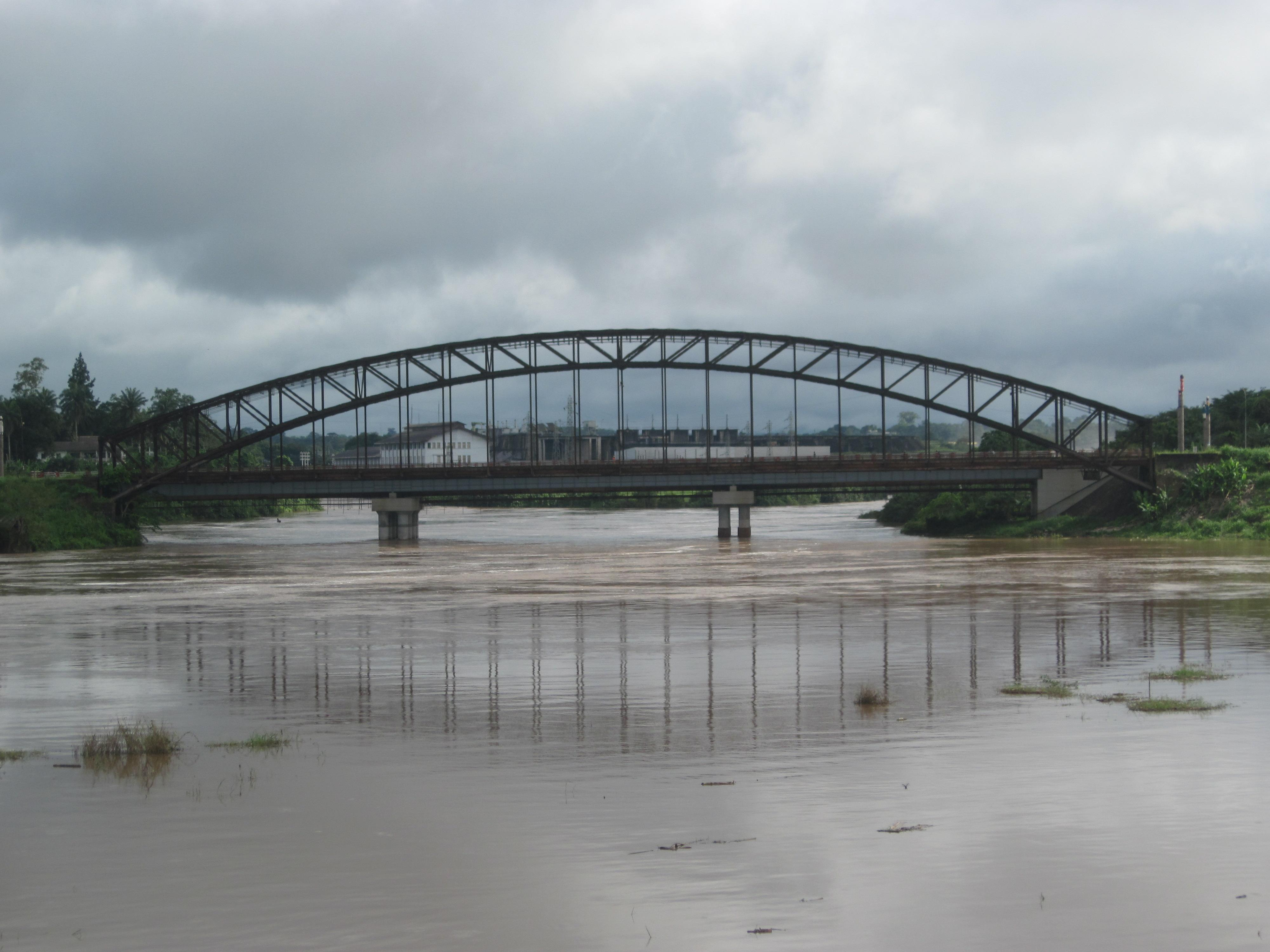
En bro över floden nära Edéa.

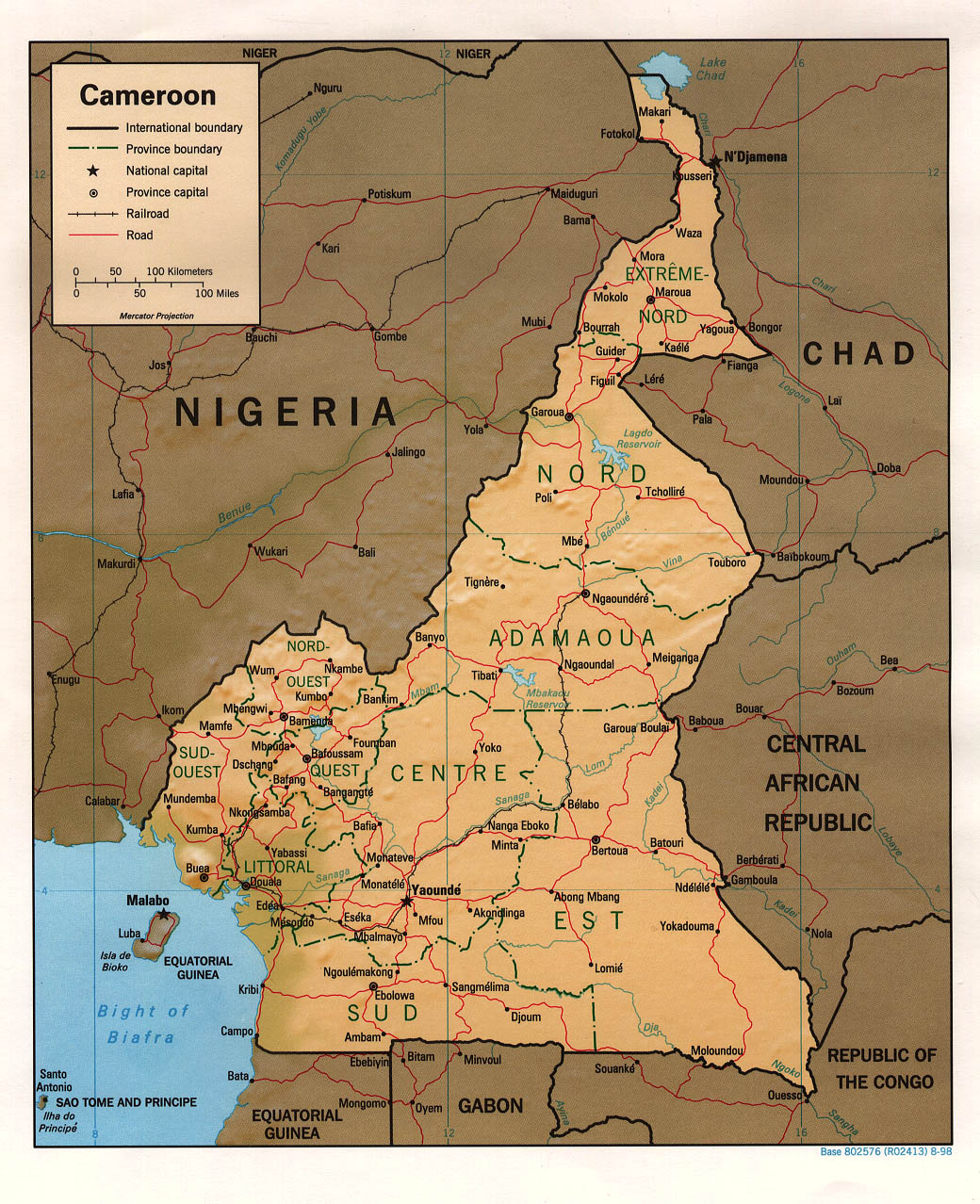
Karta över Kamerun (på engelska) med floden Sanaga i landets centrum.

Sanaga är en 890 kilometer lång flod som rinner genom Kamerun till Atlanten. Sanaga bildas genom sammanflödet av Agoua och Djérem cirka 90 km nord-nordväst om Bertoua. Floden rinner sedan genom den kamerunska centralplatån, förbi Nanga-Eboko, Monatélé, och Edéa innan den rinner ut i Guineabukten drygt 50 km söder om Douala.